# Соляник (пещера)
Соляник — карстовая пещера в Партизанском районе Приморского края. Самая глубокая шахта Приморского края (125 м) и одна из глубочайших пещер Дальнего Востока России.
Пещера Соляник открыта 9 марта 1973 года находкинскими спелеологами Анатолием Солянником и Людмилой Колесниковой. При открытии получила название Зимородок, но после гибели Анатолия Солянника при спасении утопающих переименована в его честь в конце мая того же года.
Состоит из двух полостей — Старой (глубина 122 метра) и Новой систем (глубина 125 метров). Новая система была пройдена в мае 1973 года (достигнут грот Дно глубиной 122 метра). 26 января 1986 был открыт первый зал Новой системы — Ламповый (глубина 90 метров), а 22 марта 1986 года достигнуто дно колодца Авантюристов (глубина 125 метров).
Памятник природы регионального значения с 13 июля 1984 года.